# Långasjön (Ringamåla socken, Blekinge)
Långasjön är en sjö i Karlshamns kommun i Blekinge och ingår i Mörrumsåns huvudavrinningsområde. Sjön är 5,6 meter djup, har en yta på 0,1052 kvadratkilometer och befinner sig 120 meter över havet.